# Batelov (nový zámek)
Nový batelovský zámek stojí v městysi Batelov v bezprostřední blízkosti starého zámku. Je chráněn jako kulturní památka České republiky.

## Historie
Existenci obou batelovských zámků předcházela tvrz, kterou vlastnili páni z Batelova. Ta stála na vyvýšenině nad potokem, jihozápadně od dnešního kostela. Nová tvrz byla postavena okolo roku 1400 při levém břehu řeky Jihlavy. Jejím úkolem bylo pravděpodobně střežit přechod přes tento vodní tok.Vzhledem k blízkosti obou staveb (Starého a Nového zámku) dnes však není zcela jasné, na místě kterého z nich tvrz stála. Předpokládat lze, že tvz byla přestavěna ve Starý zámek.

### Tvrz
Zmíněná druhá tvrz v pozdější době přešla do držení pánů z Lipé, od nichž ji v polovině 14. století získali Pacovští. Na konci husitských válek mění majitele znovu, když ji získali Batelovští z Prostného a následně Mikuláš Radkovec z Mirovic. V letech 1546-1626 je Batelov uváděn jako majetek Čížovských z Čížova.

### Zámek
V roce 1586 nechává Jiří Čížovský z Čížova tvrz přestavět na renesanční zámek, dnes Starý zámek, naproti němu vzniká nová budova . Sídliště v té době v kontrastu k do té doby existující tvrzi dostává název Nový Batelov. Roku 1626 mění panství majitele znovu, tentokrát jimi jsou Krabicové z Weitmile. Kolem roku 1681 pak za Odkolků z Újezdce prochází zámek barokní úpravou, bylo dostavěno nové, delší křídlo. Roku 1731 panství kupuje Jan Kryštof Burkhardt de Klee který po roce 1755 zahájil v Batelově výstavbu velkého kostela a zámek v roce 1755 klasicistně přestavěl a rozšířil. V roce 1806 byl zámek pro dluhy prodán v dražbě hraběti Janu Swerte-Sporkovi, v té době dochází k menším stavením úpravám. Od roku 1839 byli majiteli Blankensteinové, za nichž roku 1893 prošel dalšími úpravami. Poslední úpravy jsou z 2. poloviny 20. století, kdy byl necitlivě přestavěn. V 80. letech bylo v zámku umístěno odborné učiliště.

## Popis
Jedná se o dvoupatrovou dvoukřídlou budovu okolo níž najdeme zbytky zámeckého parku vytvořeného v 19. století. Původní tvrz pravděpodobně stála v místě dnešního západního křídla. Z renesanční stavby se dohovala přízemní klenutá síň s renesančním portálem. U vchodu jsou vsazeny erby Jiřího Čížovského z Čížova s letopočtem 1586 a Viléma Oldřicha Odkolka z Újezdce. V přízemí se dochovaly valené klenby.

## Dostupnost
Okolo zámku vede silnice II/134, která se nedaleko odpojuje od silnice II/639 a následně pokračuje na Novou Ves, zeleně značená turistická stezka od batelovského náměstí Míru na Těšenov a cyklotrasa Greenway řemesel a vyznání od Bezděčína na Lovětín. Zámek není veřejnosti přístupný.